# Phytomyza brevicornis
Phytomyza brevicornis este o specie de muște din genul Phytomyza, familia Agromyzidae, descrisă de Friedrich Georg Hendel în anul 1934. Conform Catalogue of Life specia Phytomyza brevicornis nu are subspecii cunoscute.